# Sedillo, Novi Meksiko
Sedillo je popisom određeno mjesto u okrugu Bernalillu u američkoj saveznoj državi Novom Meksiku. Prema popisu stanovništva SAD 2010. ovdje su živjela 802 stanovnika. 

## Zemljopis
Nalazi se na 35°5′59″N 106°17′44″W / 35.09972°N 106.29556°W. Prema Uredu SAD-a za popis stanovništva, zauzima 7,11 km2 površine, sve suhozemne.
Nalazi se duž međudržavne ceste br. 40.

## Stanovništvo
Prema podatcima popisa 2010. ovdje su bila 802 stanovnika, 325 kućanstava od čega 262 obiteljska, a stanovništvo po rasi bili su 85,5% bijelci, 0,2% "crnci ili afroamerikanci", 0,6% "američki Indijanci i aljaskanski domorodci", 1,5% Azijci, 0,1% "domorodački Havajci i ostali tihooceanski otočani", 7,7% ostalih rasa, 4,2% dviju ili više rasa. Hispanoamerikanaca i Latinoamerikanaca svih rasa bilo je 24,2%.